# Ніна Енгліх
Ніна Енгліх (нім. Nina Englich; нар. 18 квітня 1976, Бохум, Північний Рейн-Вестфалія) — німецька борчиня вільного стилю, триразова бронзова призерка чемпіонатів світу, дворазова чемпіонка, дворазова срібна та бронзова призерка чемпіонатів Європи.

## Життєпис
У дитинстві Ніна займалася гімнастикою. У підлітковому віці вона перетворилася на гімнастку регіонального та національного рівнях і брала участь в індивідуальному чемпіонаті Німеччини з юнацької спортивної гімнастики.
До 1989 року жінки також могли займатися боротьбою. Ніна Енгліх була занадто високою для гімнастики зі зростом 1,72 м і тому із задоволенням почала займатися боротьбою. Завдяки тренуванням у «КСВ Віттен 07», де в неї партнеамри на тренуваннях були лише хлопці, вона посіла друге місце на чемпіонаті Німеччини серед юнаків 1992 року у ваговій категорії до 60 кг. У 1993 році вона взяла участь у першому чемпіонаті світу серед юніорів у Гетцисі, Австрія, де виборола срібло у ваговій категорії до 65 кг. У 1994 році Ніна Енгліх стала чемпіонкою Німеччини серед юніорів у ваговій категорії до 70 кг, а з 1995 по 1998 рік, а також у 2000 та 2002 роках була чемпіонкою Німеччини, у 2001 році вона виборола срібну медаль.
Ніна Енгліх здобула бронзову медаль на чемпіонаті світу з боротьби в 1995 році в Москві, 1997 році в Клермон-Феррані та 2001 році в Софії. У 1996 році в Осло та 1998 році в Братиславі вона ставала чемпіонкою Європи. У 2002 році Ніна Енгліх була нагороджена срібною медаллю в Сейняйокі, Фінляндія, а також вона виборола дві бронзові медалі в 1997 році у Варшаві та 2001 році в Будапешті.
Вона через травму не змогла досягти своєї мети — потрапити на Олімпійські ігри 2004 року в Афінах і з важким серцем була змушена оголосити про завершення спортивної кар'єри.
Виступала за борцівський клуб «КСВ Віттен 07» Віттен. Тренери — Йорг Гельдмах, Юрген Шейбе.
Ніна Енгліх склала державний юридичний іспит у 2003 році. Вона одружена, має сина та працює юристом у Berufsgenossenschaft Bau (Професійній асоціації будівництва). З 2023 року вона також взяла на себе обов'язки в раді директорів «КСВ Віттен 07».

### Родина
У Ніни Енгліх в родині майже всі борці.
Батько Детлеф був багаторазовим чемпіоном Німеччини серед поліцейських і членом команди Бундесліги. Згодом він очолив клуб «КСВ Віттен 07» і багато років був його головою.
Брат Мірко — чемпіон світу серед військовослужбовців, дворазовий срібний призер чемпіонатів Європи, срібний призер Олімпійських ігор. Син та донька Мірко, племінники Ніни Лотта і Ноа теж борці. Лотта — п'ятиразова призерка чемпіонатів світу та Європи серед юніорів (до 17 років), в тому числі чемпіонка Європи серед юніорів 2024 року. Ноа — був членом збірної команди Німеччини на чемпіонаті Європи 2019 року серед кадетів. Того ж року здобув бронзову медаль на Європейському молодіжному олімпійському фестивалі.

## Спортивні результати на міжнародних змаганнях

### Виступи на Чемпіонатах світу
| Змагання                        | Збірна    | Вагова категорія          | Місце  |
| ------------------------------- | --------- | ------------------------- | ------ |
| Чемпіонат світу з боротьби 1994 | Німеччина | жіноча боротьба, до 70 кг | 5      |
| Чемпіонат світу з боротьби 1995 | Німеччина | жіноча боротьба, до 70 кг | Бронза |
| Чемпіонат світу з боротьби 1996 | Німеччина | жіноча боротьба, до 70 кг | 5      |
| Чемпіонат світу з боротьби 1997 | Німеччина | жіноча боротьба, до 68 кг | Бронза |
| Чемпіонат світу з боротьби 1998 | Німеччина | жіноча боротьба, до 75 кг | 4      |
| Чемпіонат світу з боротьби 2000 | Німеччина | жіноча боротьба, до 75 кг | 5      |
| Чемпіонат світу з боротьби 2001 | Німеччина | жіноча боротьба, до 75 кг | Бронза |
| Чемпіонат світу з боротьби 2003 | Німеччина | жіноча боротьба, до 67 кг | 12     |

### Виступи на Чемпіонатах Європи
| Змагання                         | Збірна    | Вагова категорія          | Місце  |
| -------------------------------- | --------- | ------------------------- | ------ |
| Чемпіонат Європи з боротьби 1996 | Німеччина | жіноча боротьба, до 70 кг | Золото |
| Чемпіонат Європи з боротьби 1997 | Німеччина | жіноча боротьба, до 68 кг | Срібло |
| Чемпіонат Європи з боротьби 1998 | Німеччина | жіноча боротьба, до 75 кг | Золото |
| Чемпіонат Європи з боротьби 2000 | Німеччина | жіноча боротьба, до 75 кг | 9      |
| Чемпіонат Європи з боротьби 2001 | Німеччина | жіноча боротьба, до 75 кг | Бронза |
| Чемпіонат Європи з боротьби 2002 | Німеччина | жіноча боротьба, до 72 кг | Срібло |

### Виступи на інших змаганнях
| Змагання                           | Збірна    | Вагова категорія          | Місце  |
| ---------------------------------- | --------- | ------------------------- | ------ |
| Austrian Ladies Open 2000          | Німеччина | жіноча боротьба, до 75 кг | Бронза |
| Klippan Lady Open 2002             | Німеччина | жіноча боротьба, до 72 кг | Золото |
| Klippan Lady Open 2003             | Німеччина | жіноча боротьба, до 72 кг | Бронза |
| Гран-прі Німеччини з боротьби 2003 | Німеччина | жіноча боротьба, до 72 кг | 4      |
| Austrian Ladies Open 2003          | Німеччина | жіноча боротьба, до 72 кг | Срібло |

### Виступи на змаганнях молодших вікових груп
| Змагання                                      | Збірна    | Вагова категорія          | Місце  |
| --------------------------------------------- | --------- | ------------------------- | ------ |
| Чемпіонат світу з боротьби серед юніорів 1993 | Німеччина | жіноча боротьба, до 65 кг | Срібло |